# Carl Magnus Norberg
Carl Magnus Norberg, Nordberg, född 1721, död 29 oktober 1768 i Stockholm, var svensk bildhuggare.
Han var gift med Anna Maria Hedvig Ljung  som tidigare varit gift bildhuggaren Petter Norberg. Han var anlitad som medarbetare vid större bildhuggeriarbeten  i flera av Stockholms kyrkor. Som självständig bildhuggare utförde han några enklare trädekorationer i mindre kyrkor. För Husby-Långhundra kyrka i Uppland utförde han skulpturutsmyckning av predikstolen samt ett timglas och för Riala kyrka snidade han en förgylld rokokoram till nummertavlan.